# Sztuczny kwiat

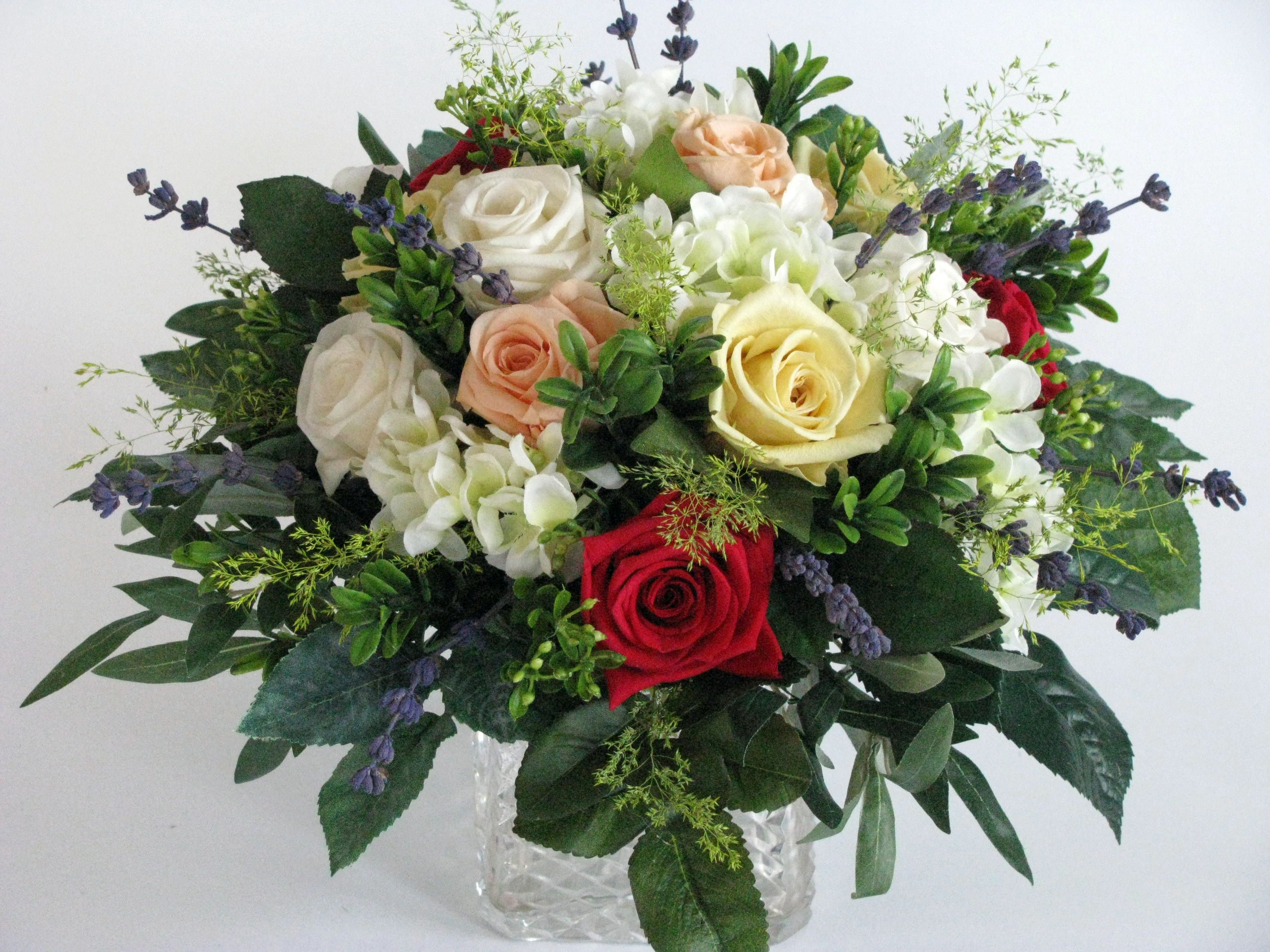
Bukiet sztucznych kwiatów

Sztuczny kwiat – przedmiot wykonany najczęściej z papieru lub tworzyw sztucznych, o różnych barwach i kształtach, który ma za zadanie przypominać żywe kwiaty. Stosuje się je np. w branży pogrzebowej w celu przyozdobienia nagrobków zmarłych.

## Materiały
Sztuczne kwiaty produkuje się z szerokiej gamy materiałów, w zależności od rynku. Producenci często wybierają poliestry z powodu ich niskich cen, podatności na farby i kleje, a także ich trwałość. Ponadto produkuje się je z papieru, bawełny, pergaminu, lateksu, gumy, satyny, materiałów suchych, włącznie z kwiatami, częściami roślin, owocami i piórami.